# توم كلانسي هوكس 2
توم كلانسي هوكس 2 (بالإنجليزية: Tom Clancy's H.A.W.X. 2)‏ ، هي لعبة فيديو من نوع المقاتلات الحربية الجوية ، أنتجت من قبل يوبي سوفت سنة 2010 ، وتم ترخيصها من شركات للمقاتلات الحربية الشهيرة مثل لوكهيد مارتن وتايفون وغيرها ، وتعمل على أنظمة ألعاب فيديو متعددة ، ومنها : وي وبلاي ستيشن 3 و ألعاب الحاسب الشخصي .

## نسخة الحاسوب
بعد احداث الإصدار الأول يتم إرسال سرب مقاتلات الارتقاع العالي التجريبي لمنطقة الشرق الأوسط حيث يوجد مستوى عالي من العنف، و ظهور قادة التمرد في عدة مناطق ساخنة بصورة صارت معتادة، يتحقق الفريق أيضا من اختفاء سلاح نووي روسي. اللاعب يتحكم في ثلاث مجموعات في مناطق مختلفة: أمريكي (الكس هنتر) و بريطاني (كولن مونرو) و روسي (ديميتري سوكوف)، مع كل واحد طيار و مساعد ، و يتم الإشارة للشخصيات الأخرى لتوم كلانسي.

## وصلات خارجية
- الموقع الرسمي